# Сосново-дубові ліси Сьєрра-де-ла-Лагуни
Сосново-дубові ліси Сьєрра-де-ла-Лагуни (ідентифікатор WWF: NT0307) — неотропічний екорегіон тропічних та субтропічних хвойних лісів, розташований на півдні Каліфорнійського півострова на північному заході Мексики.

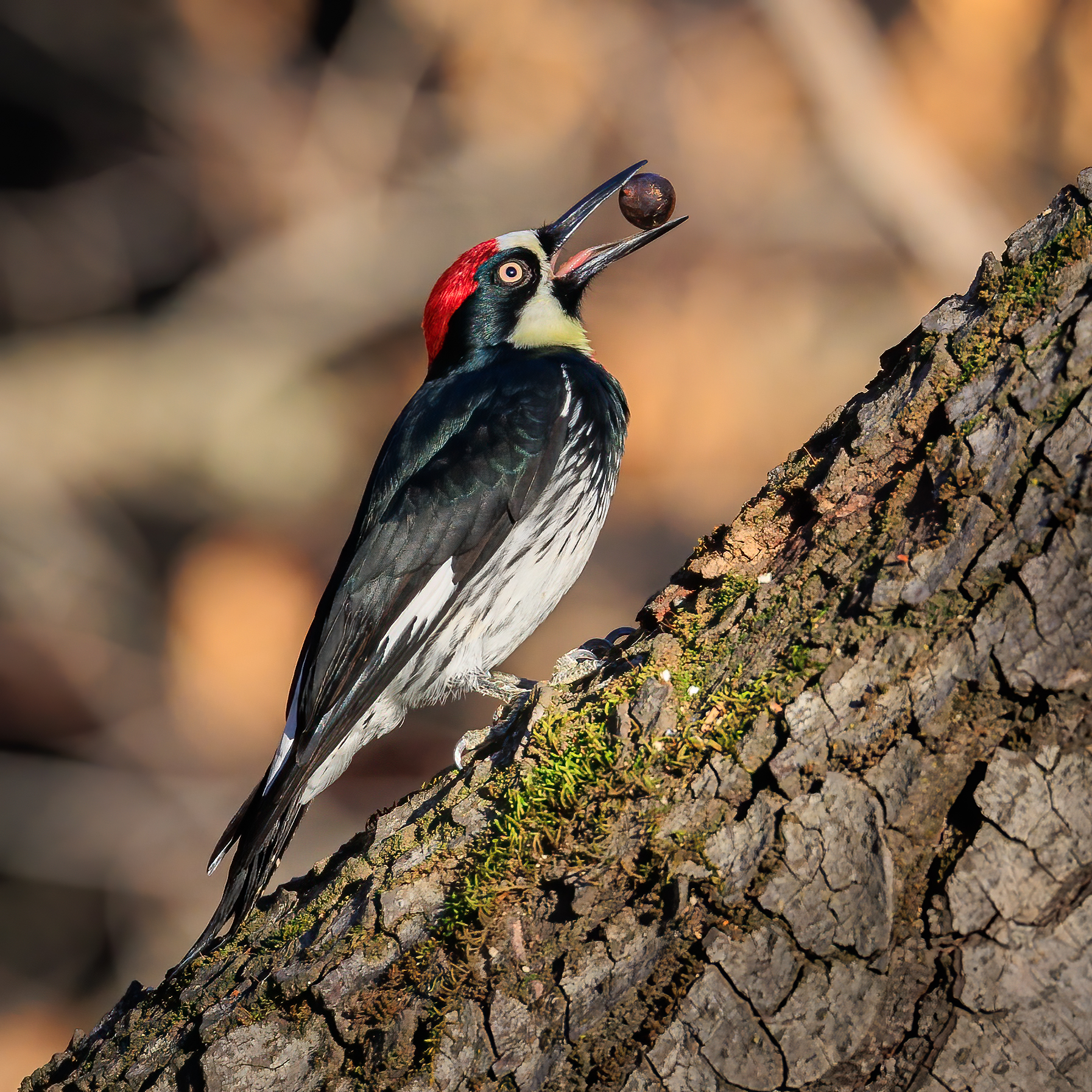
Чорновола гіла (Melanerpes formicivorus)

## Географія
Екорегіон сосново-дубових лісів Сьєрра-де-ла-Лагуни охоплює високогір'я гірського масиву Сьєрра-де-ла-Лагуна, розташованого на крайньому півдні Каліфорнійського півострова, в штаті Південна Нижня Каліфорнія. На висоті нижче 800 м над рівнем моря екорегіон переходять у сухі ліси Сьєрра-де-ла-Лагуни.
Гранітний гірський масив Сьєрра-де-ла-Лагуна підіймається на висоту до 2090 м над рівнем моря. Цей масив складає найпівденнішу частину у поясі Півострівних хребтів, що простягаються з півночі на південь через центральну частину Каліфорнійського півострова. Півострівні хребти є частиною Берегових хребтів, які, у свою чергу, є найзахіднішою частиною Північноамериканських Кордильєр. Гори Сьєрра-де-ла-Лагуна виникли в міоцені як ізольований острів і лише пізніше приєдналися до півострова, тому флора регіону досі зберігає "острівний" характер. Ці гори порізані численними долинами і каньйонами та оточені великими плато. Топографічні та геологічні особливості регіону сприяють різноманіттю типів клімату та рослинності у цій області. 

## Клімат
У високогір'ях екорегіону переважає високогірний субтропічний клімат (Cwb за класифікацією кліматів Кеппена) або вологий субтропічний клімат (Cwa за класифікацією Кеппена). Високі гори Сьєрра-де-ла-Лагуна перехоплюють насичені вологою повітряні маси, завдяки чому середньорічна кількість опадів в цих горах досягає 760 мм, порівняно з менш ніж 100 мм опадів на більшій частині Каліфорнійського півострова. Більшість опадів в регіоні випадають влітку, тоді як взимку триває сухий сезон і опади трапляються рідко.

## Флора
Рослинний покрив екорегіону представлений гірськими сосно-дубовими лісами. Незначні коливання кліматичних умов призводять до змін у видовому складі та структурі цих лісів. На висоті від 800 до 1200 м над рівнем моря в лісах переважають дуби, на висоті від 1200 до 1600 м над рівнем моря дуби та сосни зустрічаються однаково часто, а на висоті понад 1600 м над рівнем моря сосен в лісах зустрічається більше, ніж дубів. Скрізь у великій кількості поширені мохи та лишайники, натомість епіфіти практично відсутні.
У дубових лісах, що ростуть на більш теплих та посушливих низьких висотах, переважають вічнозелені дуби, передусім ендемічні сьєрра-лагунські дуби (Quercus devia), а також, меншою мірою, аризонські дуби (Quercus arizonica) та нитчастолисті дуби (Quercus rugosa). У цих лісах також зустрічаються інші невисокі дерева та чагарники, зокрема широколисті додонеї (Dodonaea viscosa), кротоноподібні будлеї (Buddleja crotonoides) та ендемічні півострівні сідероксилони (Sideroxylon peninsulare), натомість сосни тут практично відсутні.
Зі збільшенням висоти дубові ліси переходять у дубово-соснові ліси, які є найбільш поширеним типом лісів в екорегіоні. Єдиними соснами, що зустрічаються у цих лісах, є ендемічний підвид мексиканської сосни (Pinus cembroides subsp. lagunae). Серед дубів, що ростуть у сосново-дубових лісах Сьєрра-де-ла-Лагуни, слід відзначити сьєрра-лагунський дуб (Quercus devia) та бульбистий дуб (Quercus tuberculata), а серед інших дерев — техаський суничник (Arbutus xalapensis) та ендемічну ноліну Белдінга (Nolina beldingii). У підліску переважають невисокі дерева й кущі, зокрема півострівні калліандри (Calliandra peninsularis), мімози Ксантуша (Mimosa xanti), вушкаті лобелії (Lobelia aurita), пухирчаті вербезини (Verbesina pustulata) та півострівний звіробій (Hypericum peninsulare).
На найвищих висотах екорегіону поширені соснові ліси, у яких домінують сьєрра-лагунські сосни (Pinus cembroides subsp. lagunae) та дуби. В підліску цих лісів поширені трав'янисті рослини, зокрема мюленбергії (Muhlenbergia spp.) та костриці (Festuca spp.).
Ізольованість гірських лісів Сьєрра-де-ла-Лагуни, які являють собою "небесний острів", відділений від інших гірських лісів сотнями кілометрів пустель, напівпустель та морських просторів, призводить до формування унікальної біоти, що включає надзвичайну кількість ендемічних видів. Ендеміками Сьєрра-де-ла-Лагуни, зокрема, є сьєрра-лагунські сосни (Pinus cembroides subsp. lagunae) та сьєрра-лагунські дуби (Quercus devia), найбільш поширені дерева екорегіону. Загалом в екорегіоні зустрічається близько 694 видів рослин, з яких 85 видів є ендеміками Сьєрра-де-ла-Лагуни.

## Фауна
Серед поширених в екорегіоні ссавців слід відзначити півострівного чорнохвостого оленя (Odocoileus hemionus peninsulae), північноамериканську пуму (Puma concolor couguar), руду рись (Lynx rufus), койота (Canis latrans), сіру лисицю (Urocyon cinereoargenteus), американського борсука (Taxidea taxus), західного плямистого скунса (Spilogale gracilis), північноамериканську котофредку (Bassariscus astutus), звичайного ракуна (Procyon lotor) та майже ендемічну півострівну нічницю (Myotis peninsularis). 
Гірські ліси Сьєрра-де-ла-Лагуни є єдиними сосново-дубовими лісами у всій Мексиці, у яких відсутні будь-які білки чи бурундуки з родини вивіркових (Sciuridae). На відміну від великих тварин, таких як олені, пуми чи койоти, дрібні гризуни, що пересуваються по деревах, не здатні перетнути тисячі кілометрів пустелі, та заселити цей ізольований "небесний острів". Внаслідок цього гризунами, що поїдають дубові жолуді та соснове насіння у лісах екорегіону, є не білки, а ендемічні сьєрра-лагунські лісові хом'яки (Neotoma lepida notia) та сьєрра-лагунські піньйонові миші (Peromyscus truei lagunae). Однак значно успішнішими за цих гризунів є дятли — чорноволі гіли, представлені ендемічним підвидом Melanerpes formicivorus angustifrons. Ці птахи спеціалізуються на поїданні жолудів, яких ховають у видовбаних ними отворах. У стовбурі одного дерева дятли можуть створити кілька тисяч отворів, в кожному з яких ховають по жолудю.
Серед інших птахів, що зустрічаються у сосново-дубових лісах Сьєрра-де-ла-Лагуни, слід відзначити білокрилу зенаїду (Zenaida asiatica), беркута (Aquila chrysaetos), віргінського пугача (Bubo virginianus), західну сплюшку (Megascops kennicottii), мексиканського сичика-ельфа (Micrathene whitneyi), каліфорнійську сойку (Aphelocoma californica), чорного феба (Sayornis nigricans), світлочеревого копетона (Myiarchus cinerascens), зеленоспинного віреона (Vireo cassinii), червоного кардинала (Cardinalis cardinalis), каньйонового орішця (Catherpes mexicanus), а також майже ендемічних чорнолобих колібрі-сапфірів (Basilinna xantusii). Ендеміками екорегіону є бліді сичики-горобці (Glaucidium hoskinsii) та жовтоокі юнко (Junco bairdi). Крім того, ендеміками екорегіону є низка підвидів різних видів птахів — каліфорнійського голуба (Patagioenas fasciata vioscae), бурого піві (Contopus sordidulus peninsulae), світлобрового віреона (Vireo gilvus victoriae), короткодзьобого віреона (Vireo huttoni cognatus), каліфорнійської синиці (Baeolophus inornatus cineraceus), американського ополовника (Psaltriparus minimus grindae), каролінського повзика (Sitta carolinensis lagunae), мандрівного дрозда (Turdus migratorius confinis) та плямистого тауї (Pipilo maculatus magnirostris).
Герпетофауна екорегіону також включає низку ендемічних видів. Серед ендемічних або майже ендемічних плазунів, поширених у горах Сьєрра-де-ла-Лагуна, слід відзначити сан-лукаського сцинка (Plestiodon lagunensis), сан-лукаського гекона (Phyllodactylus unctus), нижньокаліфорнійську нічну ящірку (Xantusia gilberti), сан-лукаську крокодилову ящірку (Elgaria paucicarinata), каліфорнійську деревну колючу ігуану (Sceloporus licki), блакитну кам'яну ігуану (Petrosaurus thalassinus) та нижньокаліфорнійського смугастого полоза-батога (Masticophis aurigulus). 
Ізольованість екорегіону сприяє високому ендемізму його фауни. Тут зустрічається 30 видів ссавців, 74 види птахів, 24 види плазунів, 2 види земноводних та 108 видів членистоногих, зокрема 20 % з 48 видів, що є ендеміками крайнього півдня Каліфорнійського півострова. Половина видів птахів, що розмножуються у горах Сьєрра-де-ла-Лагуна, гніздиться саме у сосново-дубових лісах.

## Збереження
Значна частина сосново-дубових лісів екорегіону залишається незайманою. Тут не спостерігається помітної фрагментації природного середовища існування, що пов'язано з обмеженим використанням лісових ресурсів.
Оцінка 2017 року показала, що 670 км², або 63 % екорегіону, є заповідними територіями. Основною природоохоронною територією екорегіону є Біосферний заповідник Сьєрра-де-ла-Лагуна, створений в червні 1994 року.